# Помари (Верона)
Помари је насеље у Италији у округу Верона, региону Венето.
Према процени из 2011. у насељу је живело 1 становника. Насеље се налази на надморској висини од 1053 м.